# Atlapetes terborghi
Atlapetes terborghi là một loài chim trong họ Emberizidae.